# Port, Odesa
Port (în ucraineană Порт) este un sat în comuna Vîzîrka din raionul Odesa, regiunea Odesa, Ucraina.

## Demografie
Componența lingvistică a localității Port
     Ucraineană (89,31%)
     Rusă (10,34%)
     Alte limbi (0,34%)
Conform recensământului din 2001, majoritatea populației localității Port era vorbitoare de ucraineană (89,31%), existând în minoritate și vorbitori de rusă (10,34%).